# Sherlock – Sein letzter Schwur
Sein letzter Schwur (Originaltitel: His Last Vow) ist die dritte Episode der dritten Staffel der britischen Fernsehserie Sherlock. Der Titel entstammt dem Originalbuch Seine Abschiedsvorstellung (Originaltitel: His Last Bow, zu deutsch: Seine letzte Verbeugung) und bezieht sich auf Sherlocks Schwur aus der vorherigen Episode, das Ehepaar Watson und ihr ungeborenes Kind vor allem zu schützen.

## Handlung
Lady Alicia Smallwood will nach einer Anhörung den Medienmogul Charles Augustus Magnussen aufhalten, da dieser großen Einfluss auf die britischen Premierminister ausübt. Nachdem dieser sie allerdings durch Briefe mit intimen Details aus dem Leben ihres Mannes erpresst, wendet sie sich an Sherlock.
John wird von einer Nachbarin gebeten, ihren abhängigen Sohn aus einem Drogentreffpunkt zu holen, findet allerdings nicht nur ihn dort vor, sondern auch Sherlock. Außerdem macht Watson in dem Haus die Bekanntschaft mit Bill Wiggins. John zwingt Holmes zu einem Drogentest bei Molly und kontaktiert Mycroft Holmes, der die Wohnung in der Baker Street vom Fanclub durchsuchen lässt. Sherlock erklärt, die Drogen für seine Ermittlungen gegen Magnussen als Köder zu nehmen. Als Mycroft den Namen hört, droht er mit Geheimdiensten und verlangt von Sherlock, die Ermittlungen abzubrechen.
Nachdem Mycroft die Wohnung wieder verlassen hat, kommt plötzlich Janine aus Sherlocks Schlafzimmer, mit der Holmes, sehr zum Erstaunen Watsons, anscheinend eine Beziehung führt. Als Janine wieder gegangen ist, erzählt Sherlock John, dass Magnussen ein großes Vermögen, Macht und sensible Informationen über alle Menschen hat und diese nutze, um wichtige Persönlichkeiten zu erpressen. Alles sei in Akten unter seinem Anwesen Appledore aufgezeichnet. Holmes hat für denselben Tag ein Treffen mit Magnussen in dessen Büro arrangiert, um als Vermittler zwischen dem Medienmogul und Lady Smallwood zu dienen. Doch taucht Magnussen plötzlich mit zwei Leibwächtern in Sherlocks Wohnung auf, beachtet die Vermittlungsversuche für Smallwood nicht und droht offen, dass er in England alles tun und kontrollieren kann, wie er will.
Da Magnussen die Briefe vorgezeigt hat, brechen Sherlock und John in dessen Londoner Penthouse ein. Wie sich herausstellt, ist Janine die persönliche Assistentin Magnussens, und nur sie kann jemanden in dessen schwer bewachtes Penthouse hineinlassen. Deshalb macht Sherlock ihr einen Heiratsantrag, wodurch sie ihn und Watson hereinlässt. John erkennt, dass Sherlock die Beziehung mit Janine und ihre Gefühle nur für den Zugang in das Appartement ausgenutzt hat. In der Wohnung finden sie Magnussens Mitarbeiter niedergeschlagen. Aufgrund eines Parfumgeruchs vermutet Sherlock hinter der Attentäterin Lady Smallwood, allerdings wird Magnussen von Johns Ehefrau Mary bedroht, die Sherlock anschießt und Magnussen niederschlägt. Im Todeskampf hat Sherlock Visionen von seinen Freunden und unterdrückt dadurch einen Schock. Unter Schmerzen hat er zudem Wahnvorstellungen von Moriarty.
Nachdem Sherlock wieder halbwegs bei Kräften ist, flieht er aus dem Krankenhaus. Er lockt Mary, die wie John und Lestrade auf der Suche nach ihm ist, in einen Schlupfwinkel und enthüllt, dass Mary höchstwahrscheinlich eine ehemalige Geheimagentin ist. Ihr Name ist außerdem nur ein Deckname. Mary gibt dies zu und erklärt Sherlock, dass John es nie erfahren darf, da sie befürchtet, ihn sonst zu verlieren. Allerdings war John die ganze Zeit über versteckt im Raum und hat alles mitangehört.
Watson kann es nicht fassen, und als die drei wieder in der Baker Street sind, beginnt John Mary mit allem zu konfrontieren. Sherlock erklärt John, dass dieser die Gefahr suche und daher auch seine Frau diesem Muster entspricht. Er erkennt auch, dass Mary ihn in Magnussens Penthouse nicht töten wollte, sondern nur außer Gefecht setzen musste, da ihr geplanter Mord an Magnussen, der Informationen über Marys altes Leben besitzt, nicht mehr funktionieren konnte, da man durch Sherlocks und Johns Anwesenheit die beiden für die Mörder hätte halten können.
Mary übergibt John einen USB-Stick mit Informationen über ihre wahre Identität, bittet ihn aber, ihn nicht in ihrem Beisein zu lesen, da er sie danach wohl nicht mehr lieben würde. Nachdem Sherlock wieder im Krankenhaus gewesen ist, trifft er sich mit Magnussen. Der Medienmogul will von Sherlock Informationen über seinen Bruder Mycroft, die ihm Sherlock auch verspricht, wenn er dafür Magnussens Anwesen Appledore und die geheimen Akten sehen darf.
An Weihnachten treffen sich Sherlock, John, Mary, Mycroft und Bill im Landhaus von Sherlocks Eltern. Dort verbrennt John vor Mary den USB-Stick, ohne ihn geöffnet zu haben, und versöhnt sich mit ihr.
Sherlock lässt Mycroft, Mary und seine Eltern von Bill betäuben und nimmt den Laptop seines Bruders an sich. Anschließend lässt er sich und John zu Appledore fliegen. Dort zeigt ihnen Magnussen, dass er John in Lebensgefahr brachte, um einen „Druckpunkt“ von Sherlock herauszufinden. Außerdem hat er Mary erpresst, um an Mycrofts Daten zu kommen. Sherlock will den Laptop gegen das Material tauschen; allerdings offenbart Magnussen, dass er keine Akten besitzt, sondern alle Informationen in seinem „Gedächtnispalast“ verwahrt sind und er dem Tausch nur zugestimmt hat, um Sherlock wegen Geheimnisverrats verhaften zu lassen. Magnussen demütigt John, indem er ihn ins Gesicht schnipst. Als Mycroft, durch den GPS-Sender in seinem Laptop geleitet, mit einer Spezialeinheit angeflogen kommt und Sherlock auffordert, sich von Magnussen zu entfernen, begreift dieser, dass er John und Mary nur auf eine Weise vor dem Medienmogul schützen kann: Da Magnussen ihm eröffnet hat, dass sich die ganzen Informationen nur in seinem Kopf befinden, zieht Sherlock in einem Moment der Unachtsamkeit Johns Pistole aus dessen Jackentasche und erschießt Magnussen mit einem Kopfschuss. Er erklärt dem fassungslosen John, dass er und Mary nun in Sicherheit sind.
Da man befürchtet, dass es zu Aufständen kommen werde, wenn man Sherlock ins Gefängnis stecken würde, schickt ihn Mycroft auf eine Mission ohne Wiederkehr, die Sherlock höchstwahrscheinlich nicht überleben wird. Am Flugplatz verabschieden sich Sherlock und John voneinander. Kurz nachdem das Flugzeug gestartet ist, taucht plötzlich auf allen Bildschirmen im Land das Gesicht von Moriarty mit den Worten „Vermisst ihr mich?“ auf. Mycroft ruft Sherlock sofort an und erklärt ihm, dass er nicht zu der Mission geschickt wird, da ihn jetzt England braucht. Unter Beobachtung von John und Mary dreht das Flugzeug um und landet wieder.

## Video-Veröffentlichungen
Diese Episode ist, zusammen mit den beiden weiteren Folgen der dritten Staffel, am 10. Juni 2014 in Deutschland sowohl auf DVD als auch Blu-ray Disc erschienen.

## Kanonverweise
- Die Episode basiert auf Sir Arthur Conan Doyles Kurzgeschichte „Charles Augustus Milverton“. Allerdings verhindern Holmes und Watson nach ihrem Einbruch den Mord durch eine erpresste Adelige nicht und lassen die Täterin entkommen.
- Am Anfang bittet eine Nachbarin John und seine Frau, ihren Sohn, nicht wie er vermutet Ehemann, aus einer Drogenhöhle zu holen, in der er auch Sherlock findet. In „Der Mann mit der entstellten Lippe“ holt Watson einen Ehemann aus einer Opiumhöhle und findet auch dort den verdeckt ermittelnden Holmes.
- Sherlock bezeichnet Magnussen als „Napoléon der Erpressung“. Holmes bezeichnet Moriarty in „Das letzte Problem“ als „Napoléon des Verbrechens“.
- Janine will mit ihrem durch Artikel über Sherlock verdienten Geld ein Cottage in Sussex Downs kaufen und die Bienenstöcke entfernen lassen. Watson beschreibt in „Der zweite Fleck“, dass Holmes sich nach Sussex Downs zu Studium und Imkerei zurückgezogen hat.
- Sherlock bemerkt, dass John seit seiner Hochzeit zugenommen hat, wie in „Ein Skandal in Böhmen“ meint Watson, es wäre weniger als Sherlock geschätzt hat.
- Marys echte Initialen stehen auf dem USB-Stick, der alles über ihre wahre Identität beinhaltet, und lauten  A. G. R. A. „Das Zeichen der Vier“/“The Sign of the Four”, in dem Mary Morstan erstmals auftritt, dreht sich die Handlung um den vermissten Agra-Schatz.

## Auszeichnungen und Nominierungen
Die Episode wurde bei den Critics’ Choice Television Awards 2014 in vier Kategorien nominiert: Bester Fernsehfilm, Bester Hauptdarsteller in einem Fernsehfilm oder einer Miniserie für Benedict Cumberbatch, Bester Nebendarsteller in einem Fernsehfilm oder einer Miniserie für Martin Freeman und Beste Nebendarstellerin in einem Fernsehfilm oder einer Miniserie für Amanda Abbington.
Bei der Primetime-Emmy-Verleihung 2014 gewann der Film drei Auszeichnungen in der Sparte Beste Miniserie oder Fernsehfilm; für den besten Hauptdarsteller (Benedict Cumberbatch), den besten Nebendarsteller (Martin Freeman) und für das beste Drehbuch (Stephen Moffat).